# 唐志萍
唐志萍（1950年—），黑龙江绥化人，汉族，中华人民共和国政治人物、第十一届全国人民代表大会吉林地区代表。
毕业于吉林大学国民经济计划与管理专业，是中共党员。担任吉林省地税局局长。2008年起担任全国人大代表。